# Любенци
 Тази статия е за селото в Република България.  За селото в Република Македония вижте Любинци.  
Любенци е село в Северна България. То се намира в община Стражица, област Велико Търново.

## География
През селото минава Стара река. Има водопад.

## Население
Преброяване на населението през 2011 г.
Численост и дял на етническите групи според преброяването на населението през 2011 г.:
|                     | Численост | Дял (в %) |
| Общо                | 8         | 100,00    |
| Българи             | 4         | 50,00     |
| Турци               | 0         | 0,00      |
| Цигани              | 0         | 0,00      |
| Други               | 0         | 0,00      |
| Не се самоопределят | 0         | 0,00      |
| Неотговорили        | 4         | 50,00     |